# 杨林 (1965年)
杨林（1965年12月—），安徽长丰人，安徽工商管理学院硕士学历，现任皖北煤电集团党委书记、董事长。

## 生平
1986年毕业于六安师专（现皖西学院）生物系。1991年取得安徽师范大学生物专业函授本科学历。1986年进入淮南矿务局工作，历任淮南矿务局谢一矿小学校长，淮南矿务局谢一矿党政办主任，淮南矿业（集团）有限责任公司谢一矿副矿长，总经办副主任，合肥办事处主任兼市场部副部长，董事会秘书处处长、党办主任、投资管理部部长，副总经理助理，副总经理，淮河能源控股集团有限责任公司副总经理，党委副书记、董事、工会主席。2021年6月任皖北煤电集团公司党委副书记、董事、总经理。2022年4月，任恒源煤电董事长。2022年5月，任皖北煤电集团公司党委书记、董事长、总经理。